# Pavlína Pořízková
Pavlína Pořízková (Prostějov, 9 aprile 1965) è una top model e attrice ceca.

## Carriera
Nata in Cecoslovacchia ma cresciuta dall'età di 3 anni con la nonna a Lund (Svezia), i genitori non erano invece riusciti ad ottenere l'espatrio. Dopo che un fotografo, suo amico, aveva inviato alcune fotografie della Pořízková all'agenzia di moda Elite Model Management, lei si trasferì a Parigi, dove iniziò la carriera di modella. Dopo pochissimo tempo Pavlína Pořízková apparve sulla copertina di Sports Illustrated Swimsuit Issue per tre volte a partire dal 1985, su Life e su Playboy (non nuda) nel 1987. Apparve nuda invece sulla copertina di GQ l'anno successivo. Il grande successo è testimoniato dalle numerose apparizioni nelle copertine delle più grandi riviste di moda quali Vogue, Elle, Harper's Bazaar, Self, Cosmopolitan, e Glamour. La Pořízková fu anche la testimonial per la campagna pubblicitaria della Diet Sprite.
Nel 1988 la Pořízková firmò il contratto più remunerativo, all'epoca, per una modella: sei milioni di dollari dalla ditta di cosmetica Estée Lauder Companies, prendendo il posto di Willow Bay. Nel corso della sua carriera, Pavlína Pořízková ha lavorato per Ann Taylor, Anne Klein, Laura Biagiotti, Encore, Escada, Gianni Versace, Maybelline, Mikimoto, Perry Ellis, Revlon e per la casa automobilistica Mercedes-Benz.
Il debutto al cinema avvenne col film Anna del 1987, anche se in realtà nel 1983 aveva partecipato ad un documentario sul mondo della moda, intitolato Portfolio, e nel 1984 era apparsa nel film Covergirl. La popolarità sul grande schermo si deve al fortunato Alibi seducente del 1989, con Tom Selleck. Ma soltanto dopo il 1993, anno della nascita del suo primogenito, Pavlína Pořízková si dedicò completamente al cinema indipendente, abbandonando il mondo delle sfilate, pur rimanendo comunque attiva nel mondo della moda.
Dal 2008 al 2009 è stata giudice nel reality show America's Next Top Model, al posto di Twiggy. Nel 2010 è apparsa in un episodio della serie televisiva Desperate Housewives, dove interpretava se stessa. Fra gli altri suoi film si possono citare People I Know, Perversioni femminili, Il valzer del pesce freccia. Ha inoltre pubblicato il romanzo A Model Summer, che racconta le esperienze di una modella quindicenne, e The Adventures of Ralphie the Roach, un libro per bambini.

## Vita privata
È stata sposata dal 1989 fino al 2017  con il cantante e polistrumentista Ric Ocasek  da cui ha avuto due figli. Pavlína Pořízková aveva incontrato Ric Ocasek nel 1984, durante le riprese del videoclip Drive del gruppo rock statunitense The Cars, nel quale è protagonista.

## Nella cultura di massa
A Pořízková è dedicata la canzone Friends of P. del gruppo statunitense The Rentals.

## Agenzie
- IMG Models - Milan

## Filmografia

### Cinema
- Portfolio, regia di Robert Guralnick - documentario (1983)
- Covergirl, regia di Jean-Claude Lord (1984)
- Anna – Exil in New York, regia di Yurek Bogayevicz (1987)
- Alibi seducente (Her Alibi), regia di Bruce Beresford (1989)
- Il valzer del pesce freccia (Arizona Dream), regia di Emir Kusturica (1992)
- Perversioni femminili (Female Perversions), regia di Susan Streitfeld (1996)
- In fuga a Las Vegas (Wedding Bell Blues), regia di Dana Lustig (1996)
- Long Time Since, regia di Jay Anania (1998)
- Thursday - Giovedì (Thursday), regia di Skip Woods (1998)
- The Intern, regia di Michael Lange (2000)
- Partners in Crime, regia di Jennifer Warren (2000)
- After the Rain, regia di Mark Lamprell (2000)
- Dark Asylum - Il trucidatore (Dark Asylum), regia di Gregory Gieras (2001)
- Roomates, regia di Paulina Porizkova (2001)
- Au plus près du paradis, regia di Tonie Marshall (2002)
- People I Know, regia di Daniel Algrant (2002)
- Second Best, regia di Eric Weber (2004)
- Knots, regia di Greg Lombardo (2004)

### Televisione
- Desperate Housewives - serie TV, episodio 6x17 (2010)

## Doppiatrici italiane
Nelle versioni in italiano delle opere in cui ha recitato, Pavlína Pořízková è stata doppiata da:
- Alessandra Korompay in Dark Asylum, Desperate Housewives
- Rossella Izzo in Alibi seducente
- Marina Thovez in Thursday - Giovedì